# Łukasz Gierak
Łukasz Gierak (ur. 22 czerwca 1988 w Wągrowcu) – polski piłkarz ręczny, środkowy rozgrywający, od 2016 zawodnik TuS N-Lübbecke. Od 2020 zawodnik Sandra Spa Pogoń Szczecin. Od 2024 zawodnik Nielby Wągrowiec.

## Kariera sportowa
Kariera klubowa
Treningi sportowe rozpoczął w wieku 10 lat. Był graczem Nielby Wągrowiec, do której drużyny seniorów został włączony w drugiej rundzie sezonu 2004/2005. Z klubem tym wywalczył awans do I ligi (2005) i Ekstraklasy (2009). W sezonie 2011/2012, kiedy zespół z Wągrowca rywalizował w Superlidze, Gierak należał do jego czołowych strzelców, zdobywając 123 bramki w 28 meczach. W grudniu 2012 przeszedł do Pogoni Szczecin. W październiku 2015 zadebiutował w jej barwach w europejskich pucharach, rzucając 11 goli w przegranym dwumeczu z węgierskim Csurgói KK (27:30; 19:29) w kwalifikacjach Pucharu EHF. W sezonie 2015/2016 był najskuteczniejszym zawodnikiem szczecińskiej drużyny w rozgrywkach ligowych – zdobył 128 goli.
W 2016 podpisał dwuletni kontrakt z niemieckim TuS N-Lübbecke. W sezonie 2016/2017, w którym jego zespół wygrał 2. Bundesligę i awansował do Bundesligi, rozegrał 30 meczów, zdobył 109 goli i miał 78 asyst. W najwyższej niemieckiej klasie rozgrywkowej zadebiutował 27 sierpnia 2017 w przegranym spotkaniu z SG Flensburg-Handewitt (23:37), w którym rzucił dwie bramki.
Kariera reprezentacyjna
Uczestniczył w mistrzostwach Europy U-18 w Estonii (2006), mistrzostwach Europy do lat 20 w Rumunii (2008) oraz mistrzostwach świata U-19 w Bahrajnie (2007), gdzie w przegranym meczu o 5. miejsce z Egiptem (32:34) zdobył dwie bramki. Grał również w kadrze B – wystąpił m.in. w rozegranym w grudniu 2011 na Słowacji turnieju Christmas Cup, w którym rzucił sześć goli.
W maju 2012 został powołany przez trenerów Daniela Waszkiewicza i Damiana Wleklaka do reprezentacji Polski na czerwcowe mecze eliminacyjne do mistrzostw świata w Hiszpanii z Litwą. Nie wystąpił w nich. W kadrze zadebiutował 9 kwietnia 2016 w wygranym spotkaniu z Chile (35:27), w którym zdobył trzy bramki. W 2016 uczestniczył w igrzyskach olimpijskich w Rio de Janeiro (4. miejsce) – zagrał w trzech meczach, rzucając siedem goli (w dalszej części igrzysk zastąpił go Mariusz Jurkiewicz). Podczas mistrzostw świata we Francji w 2017 wystąpił w siedmiu spotkaniach i zdobył cztery bramki.